# Vladimír Šmicer
Vladimír Šmicer   (Děčín, 24 de maig de 1973) és un exfutbolista txec de la dècada de 2000.
Fou 80 cops internacional amb la selecció txeca i una amb Txecoslovàquia.
Pel que fa a clubs, defensà els colors de Slavia Praga, RC Lens, Liverpool FC i FC Girondins de Bordeaux.

## Palmarès
Slavia Praga
- Gambrinus liga: 1995-96, 2007-08, 2008-09

Lens
- Ligue 1: 1997-98
- Coupe de la Ligue: 1999

Liverpool
- FA Cup: 2001
- Football League Cup: 2001, 2003
- Copa de la UEFA: 2001
- Lliga de Campions de la UEFA: 2005

Bordeaux
- Coupe de la Ligue: 2007